# Симончини, Тулио
Туллио Симончини (итал. Tullio Simoncini, родился в 1951) — бывший итальянский врач-онколог и деятель псевдонауки. Имеет степень PhD от университета La Sapienza. Известен тем, что, по его мнению, мутация клеток в живом организме с последующим развитием злокачественной опухоли, обусловлена наличием в нём колоний гриба Candida albicans. Сторонник псевдонаучной и опасной для здоровья методики лечения онкологических заболевания инъекциями пищевой соды. Был лишён прав врача, потому что предписывал онкобольным обычный бикарбонат натрия вместо химиотерапии. Научное сообщество отвергло гипотезу Симончини, сославшись на отсутствие рецензируемых исследований, которые подтверждают его теорию.
В 2006 году Симончини был лишён права заниматься медицинской деятельностью за использование непроверенных методов лечения рака. Однако продолжил свою «практику», используя Интернет и организовав «клинику» в Албании. В 2012 году в этой «клинике» погиб 27-летний Лука Оливотти. В 2015 году Симончини был осуждён за непредумышленное убийство Оливотти и мошенничество. Проведенное вскоре после осуждения Симончини двумя итальянскими журналистами расследование показало, что шарлатан продолжает искать жертв для своей «терапии», лечит у себя на дому. Некоторое распространение его псевдонаучный метод получил и в России.
15 января 2018 года Симончини был приговорён судом к пяти с половиной годам тюремного заключения за непредумышленное убийство и неисполнение врачебных обязанностей.